# Dąbrówka Łubniańska
Dąbrówka Łubniańska (dodatkowa nazwa w j. niem. Lugnian Dombrowka) – wieś położona w województwie opolskim, w powiecie opolskim, w gminie Łubniany. Przez wieś przechodzi droga wojewódzka nr. 461

## Nazwa
W okresie hitlerowskiego reżimu w latach 1936-1945 miejscowość nosiła nazwę Eichen.
| SIMC    | Nazwa    | Rodzaj     |
| ------- | -------- | ---------- |
| 0499034 | Kosowiec | przysiółek |
| 0998754 | Łączysko | część wsi  |

## Zabytki
Do wojewódzkiego rejestru zabytków wpisane są:
- lamus, ul. Oleska 30, z XVIII/XIX w.
- lamus, ul. Oleska 67, z XVIII/XIX w.